# سیما (گوهرسنگ‌ها)

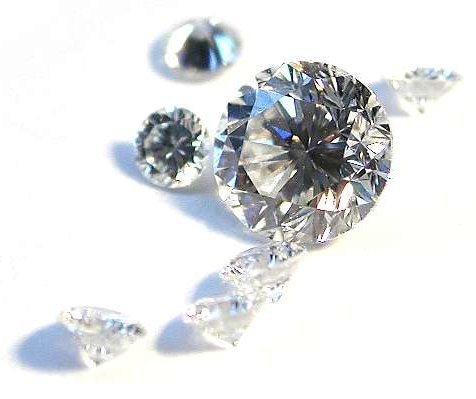
در الماس‌های براق تا برلیان

به سطح‌های پَخ تراش‌خورده بر روی فلز، شیشه یا سنگ، سیما یا ریزوجه گفته می‌شود. معمولاً این کلمه برای سطوح صاف تراش‌خورده سنگ‌های قیمتی استفاده می‌شود. سنگ‌های جواهر به گونه‌ای تراشیده می‌شوند که شکست نور و بازتاب نور به صورت بهینه رخ دهد. از آنجایی که این اثرات نوری به ضریب شکست ماده مورد نظر بستگی دارد، انواع مختلف سنگ‌های قیمتی زوایای تیز کردن بهینه خود را دارند.
سیماهای الماس را با تراش‌دهنده‌های ویژه‌ای ایجاد می‌کنند.
برخلاف تصور عموم مردم برلیان نام یک سنگ نیست بلکه فقط به یک نوع تراش گفته می‌شود که ممکن است هر سنگی مانند الماس، یاقوت، اسپینل و … با این مدل تراش داده شود. برلیان به یک نوع تراش گفته می‌شود که دارای مشخصه‌های زیر می‌باشد.
1. وجوه یا سطح کوچک تراشیده شده بر سطح سنگ که به آن‌ها سیما گفته می‌شود دارای اشکالی همچون مثلث، لوزی یا کایت شکل باشند.
2. تاج که قسمت بالایی سنگ می‌باشد.
3. سندانچه [۲] که قسمت پایین سنگ را گویند.
4. حد فاصل بین تاج و سندانچه یا به بیانی دیگر صفحه جداکننده این دو قسمت که به آن لبه[۳] می‌گویند.[۴]

شیشه مسطح که لبه‌های آن قابل مشاهده است، اغلب دارای سیماهایی است، به طوری که سطحی با زاویه (تقریباً بین ۳ تا ۴۵ درجه) بین جلو و کنار ایجاد می‌شود. این امر در مورد آینه‌های بدون قاب نیز صدق می‌کند. از شیشه ورقه‌ای به عنوان شیشه در مبلمان و درها، در قاب عکس، در مبلمان ساخته شده از شیشه و مانند آن استفاده می‌شود.

## پیکربندی
| بریل | Berilos tallados: esmeraldas |

از میان صدها پیکربندی سیماها که در طول تاریخ مورد استفاده قرار گرفته‌اند، احتمالاً معروف‌ترین آنها تراش برلیان گرد است که برای افزایش درخشندگی الماس و بسیاری از جواهرات رنگی دیگر استفاده می‌شود. اولین نسخه از برش درخشان، منشأ پیکربندی امروزی سیماها، به یک ایتالیایی با نام خانوادگی پروزی در پایان قرن هفدهم نسبت داده می‌شود. بعدها، زوایای به دست آوردن «برش آرمانی» الماس برای اولین بار توسط مارسل تولکوفسکی محاسبه شد. در سال ۱۹۱۹. از آن زمان تغییرات جزئی ایجاد شده‌است، اما زوایای «برش ایدئال» الماس هنوز بسیار شبیه به زوایای تعیین شده توسط فرمول تولکوفسکی است. برلیان‌های برش گرد قبل از فرمول بندی زوایای «ایدئال» اغلب به عنوان «برلیان زودرس» یا «برلیانت قدیمی اروپایی» نامیده می‌شوند. اگرچه با استانداردهای امروزی یک برش ناقص در نظر گرفته می‌شود، علاقه کلکسیونرها به این قطعات همچنان ادامه دارد. دیگر برش‌های الماس تاریخی عبارتند از «برش معدن قدیمی»، شبیه به نسخه‌های اولیه برلیان گرد، اما بر روی یک الگوی مربع یا مستطیل، و «برش رز»، یک برش ساده متشکل از یک پشت صاف، صیقلی، و تعداد متغیری از وجوه زاویه دار روی تاج، که یک گنبد وجهی ایجاد می‌کند. یک سیمای اضافی، که کولت نامیده می‌شود، گاهی به برلیان‌ها اضافه می‌شود و در نقطه پایینی سنگ برای جلوگیری از شکسته شدن تصادفی آن برش داده شده‌است. برلیان‌های اولیه اغلب دارای یک قلاب بسیار بزرگ بودند، در حالی که برلیان‌های امروزی معمولاً قلاب ندارند یا دارای یک قلاب بسیار کوچک هستند.

## تراش
هنر تراش نگین یک روش دقیق است که با استفاده از دستگاه برش انجام می‌شود. محصول ایدئال فرایند کنده کاری، سنگی است که تعادل دلپذیری را بین بازتاب‌های داخلی نور، به نام «درخشندگی» نشان دهد. پراکندگی قوی و رنگارنگ که عموماً به آن «آتش» می‌گویند. و یک سوسوزن رنگارنگ درخشان از نور منعکس شده به نام «سوزن» شناخته می‌شود.
به‌طور معمول، سنگ‌های شفاف یا نیمه شفاف تراشیده می‌شوند، اگرچه گاهی می‌توان مواد مات را برش داد، به طوری که صیقل دادن وجوه باعث ایجاد انعکاس نور بر روی نگین می‌شود. پلئوناست (اسپینل سیاه) و الماس سیاه نمونه‌هایی از سنگ‌های مات تراش خورده هستند.
زوایای ظاهری
زوایای استفاده شده برای برش هر سیما نقش مهمی در نتیجه نهایی یک جواهر دارد. در حالی که آرایش کلی سیماها برای یک برش بدلیجات خاص ممکن است در هر سنگ قیمتی یکسان به نظر برسد، زوایای هر وجه باید به دقت تنظیم شود تا عملکرد نوری به حداکثر برسد. زوایای استفاده شده باید با توجه به ضریب شکست ماده جواهر تنظیم شود. هنگامی که نور از یک گوهرسنگ عبور می‌کند و به یک وجه صیقلی برخورد می‌کند، کوچکترین زاویه ممکن به سیما اجازه می‌دهد نور را به درون جواهر منعکس کند، زاویه بحرانی نامیده می‌شود. اگر پرتو نور با زاویه کمتری به سطح برخورد کند، به جای شکسته شدن از طریق جواهر، منعکس می‌شود تا درخشندگی به آن بدهد. به این پرتوهای فراری «از دست دادن نور» می‌گویند و اثر ناشی از شفاف و کدر به نظر رسیدن سطح به عنوان «پنجره» شناخته می‌شود. این امر به ویژه در جواهرات تجاری ضعیف رایج است. سنگ‌هایی که ضریب شکست بالاتری دارند، عموماً امکان برش‌های بسیار چشم‌گیرتری را می‌دهند، زیرا با افزایش ضریب شکست، زاویه بحرانی کاهش می‌یابد، تعداد بازتاب‌های داخلی و درخشندگی جواهر افزایش می‌یابد.

## دستگاه برش الماس
این دستگاه از صفحه چرخشی استفاده می‌کند که توسط یک موتور الکتریکی هدایت می‌شود که روی آن یک دیسک ساینده بسیار مسطح (معروف به " لپ ") بسته شده‌است که برای برش یا پرداخت استفاده می‌شود. ساینده‌های الماسی که بر روی دیسک‌های فلزی یا رزینی رسوب می‌کنند برای برش استفاده می‌شوند، در حالی که طیف گسترده‌ای از مواد برای پرداخت در دسترس هستند، مانند گرد و غبار الماس یا پولیش‌های مبتنی بر اکسید. عملیات برش معمولاً با پاشش مداوم آب خنک می‌شود، در حالی که پولیش از آب یا روغن‌های صنعتی به جای یکدیگر استفاده می‌کند.
این شامل یک دستگاه قابل جابجایی معروف به "دکل" است، یک بازوی چرخان و مفصلی که امکان تنظیم زاویه شیب، ارتفاع و جهت سنگ را با توجه به سطح دیسک ساینده، که برای آن دارای خوانش مکانیکی است، می‌دهد. سیستم. همچنین دارای یک چرخ دنده (به نام "شاخص گام") با تعداد خاصی از دندانه است که برای تنظیم زاویه چرخش سنگ استفاده می‌شود. زوایای چرخش بر تعداد دندانه‌های موجود بر روی چرخ دنده تقسیم می‌شود، اگرچه بسیاری از ماشین‌ها دارای ابزارهای اضافی برای تنظیم در مراحل کوچک‌تر هستند که اغلب به عنوان تقلب شناخته می‌شود. این سنگ به یک ساقه (معمولاً فلز) معروف به "داپ" متصل است که به یکی از انتهای آن به نام "کویل" متصل می‌شود.

## فرایند تراش مدرن
سنگ متصل به ساقه با زوایای دقیق از طریق عملیات زبری پی در پی با ساینده‌های ظریف تر و ظریف تر تراشیده می‌شود، تا زمانی که این فرایند برای آخرین بار تکرار شود تا هر وجه کاملاً صیقل داده شود. تکرار دقیق زوایای فرایند برش و پرداخت توسط یک سیستم خواندن زاویه و با شاخص موقعیت چرخ دنده کمک می‌شود. فرایند فیزیکی پولیش موضوعی مورد بحث است. یک نظریه عمومی پذیرفته شده این است که ذرات ریز ماده ساینده ساییدگی‌هایی کوچکتر از طول موج نور ایجاد می‌کند و علائم میکروسکوپی را نامرئی می‌کند. از آنجایی که حکاکی‌ها دو طرف دارند (تاج و سندانچه)، وسیله ای که اغلب به نام «قالب انتقال» نامیده می‌شود، امکان برگرداندن قطعه را فراهم می‌کند. ۵

## روش‌های دیگر
در روش لایه برداری از صفحات شکست مرتبط با ساختار پیوند شیمیایی یک کریستال معدنی استفاده می‌شود. اگر ضربه تیز در زاویه صحیح وارد شود، سنگ را می‌توان به‌طور تمیز شکافت. این روش گاهی برای شکافتن سنگ‌های نامنظم بدون برش و در نتیجه به دست آوردن قطعات کوچکتر با حجم قابل استفاده بیشتر استفاده می‌شود، اگرچه هرگز برای تراشیدن وجوه استفاده نمی‌شود. شکافتن الماس با لایه برداری زمانی رایج بود، اما زمانی که خطر غیرقابل استفاده شدن سنگ بسیار زیاد بود، اغلب قطعات الماس نامطلوب به دست می‌آمد. روش ترجیحی برای شکستن الماس به قطعات کوچکتر امروزه اره کردن است. ۳
سبک قدیمی تر کنده کاری با دستگاهی به نام "میخ بند" (به معنای واقعی کلمه "چاب چوب") انجام می‌شد که از یک چوب چوبی با طول دقیق به عنوان تکیه گاه سنگ مورد استفاده استفاده می‌کرد که انتهای آزاد آن متوالی در مجموعه ای از سوراخ‌ها که با دقت در ارتفاعات مختلف روی یک صفحه فلزی (دکل یا بند) قرار می‌گیرند. جهت‌گیری دقیق هر وجه با توجه به کانتور دایره ای کنده کاری با قرار دادن قطعه ای با شبح چند ضلعی منظم در ستون که روی صفحه ای عمود بر دکل قرار دارد به دست می‌آید. به این ترتیب سنگ در زوایای دقیق روی سطح افقی دیسک ساینده که با سرعت بالا می‌چرخد، نگه داشته می‌شود. این ماشین‌ها به مهارت قابل توجهی از اپراتورهایی که آنها را کار می‌کنند نیاز دارند تا به‌طور مؤثر کار کنند. را
یکی دیگر از روش‌های کنده کاری استفاده از استوانه‌ها برای تولید سطوح منحنی مقعر است. این تکنیک می‌تواند تغییرات غیرمعمول و هنری زیادی را در روند سنتی ایجاد کند.

## جنبه‌های طبیعی
بسیاری از بلورها به‌طور طبیعی با اشکالی به وجود می‌آیند که سیمادار هستند. به عنوان مثال، نمک خوراکی در مکعب‌های کوچک متبلور می‌شود و کوارتز گاهی به شکل یک منشور شش ضلعی است. این اشکال مشخصه نتیجه ساختار کریستالی ماده و انرژی سطحی آن و همچنین شرایط عمومی تشکیل کریستال است.
شبکه‌های Bravais ساختار کریستالی مجموعه‌ای از صفحات کم انرژی ممکن را تعریف می‌کنند که معمولاً با صفحاتی که اتم‌ها در آن‌ها محکم‌تر هستند مطابقت دارد. به عنوان مثال، یک کریستال مکعبی می‌تواند صفحات کم انرژی در امتداد وجه مکعب یا در امتداد مورب‌های آن داشته باشد. برش در امتداد یک صفحه کم انرژی به این معنی است که پیوندهای شکسته نسبتاً کمی و افزایش نسبتاً کمی در انرژی نسبت به کریستال شکست ناپذیر وجود خواهد داشت. به‌طور معادل، این هواپیماها انرژی سطحی کمی دارند. صفحات با کمترین انرژی بزرگترین وجوه را تشکیل می‌دهند و انرژی آزاد ترمودینامیکی را به حداقل می‌رسانند. به‌طور کلی کریستال اگر انرژی سطح به عنوان تابعی از جهت‌گیری صفحات شناخته شود، می‌توان با استفاده از ساختار Wulff شکل تعادلی کریستال را تعیین کرد.
شرایط رشد، از جمله سطحی که کریستال در آن در حال رشد است (زیر لایه)، می‌تواند شکل مورد انتظار کریستال را تغییر دهد. به عنوان مثال، اگر پایه کریستال توسط زیرلایه تحت فشار قرار گیرد، این ممکن است کریستال را تشویق کند تا به جای اینکه در امتداد بستر رشد کند، بیشتر رشد کند. انرژی سطحی حاصل، از جمله انرژی‌های نسبی صفحات مختلف، به عوامل زیادی از جمله دما، ترکیب محیط (مثلاً رطوبت)، و فشار بستگی دارد.